# 黑岛龟人

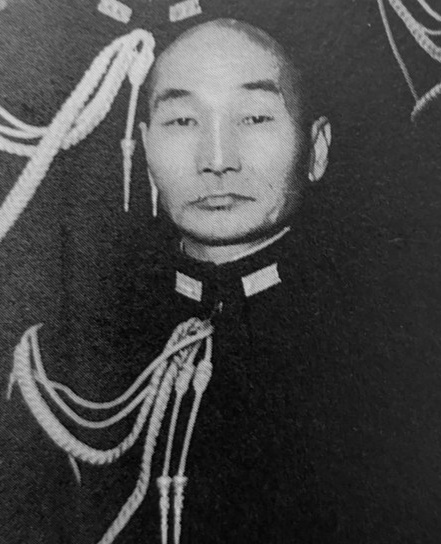
黑岛龟人

黑岛龟人（日语：／ Kuroshima Kameto，1893年10月10日—1965年10月20日），旧日本海军军官、作战参谋。黑岛毕业于海军兵学校第44期，最终军衔是海军少将。战争期间，他制定了神风特攻队战略并积极参与其推广。战后他靠着销毁证据才得以幸存。

## 生平

### 早年

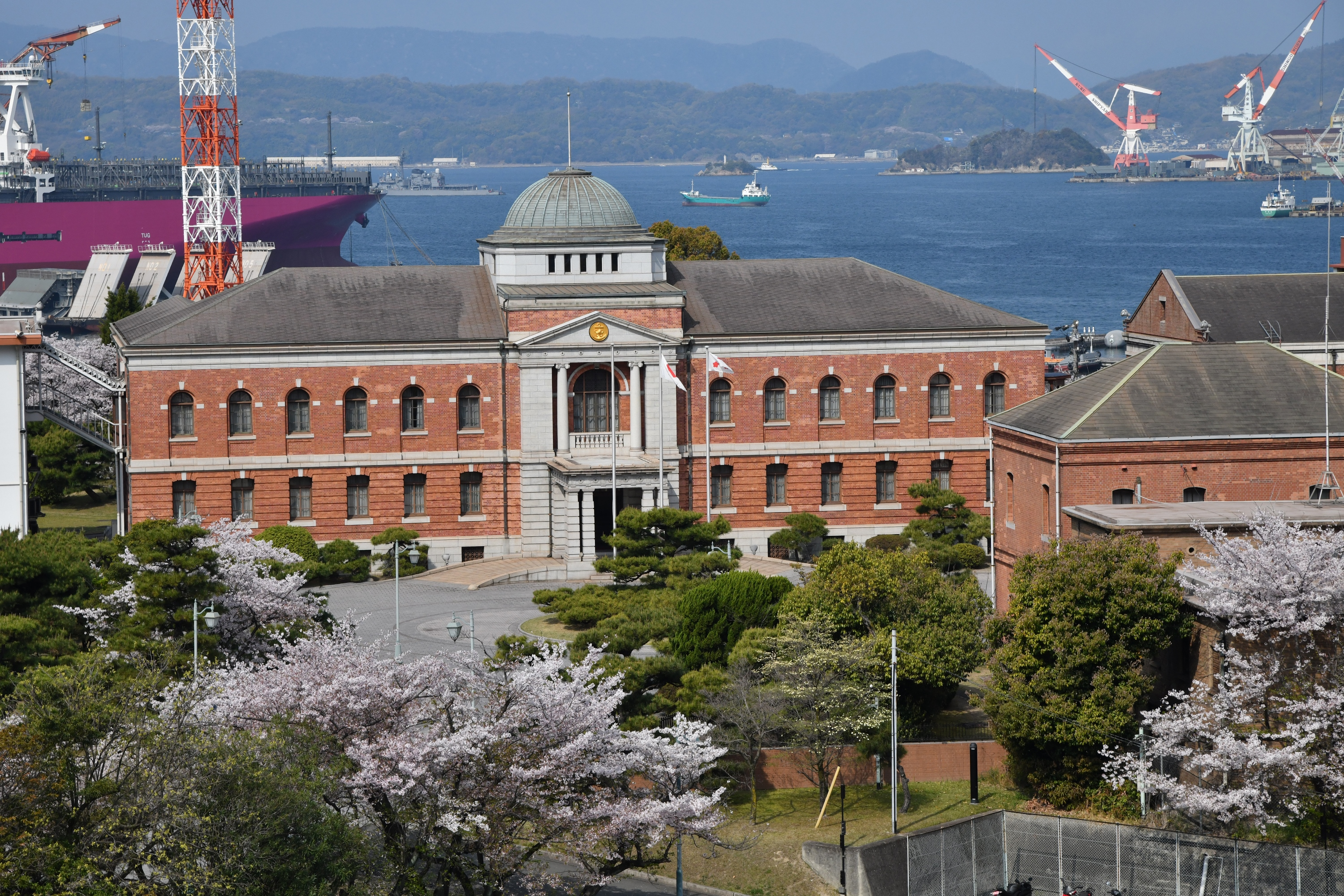
黑岛出身的吴市是日本海军的重镇

1893年10月10日出生于广岛县安艺郡吉浦町（现吴市）。黑岛3岁时，父亲在俄罗斯海參崴工作时突然去世，母亲离婚回到娘家。黑岛被他的叔叔黑岛重郎收养。
小学毕业后，他在吴市海城中学上夜校，第四年转学到广岛市私立明道中学。他白天帮养父干活，晚上去上学。黑岛的养父母希望他成为一名医生，但龟人选择参加海军学院的入学考试，以便成为一名可以在政府官员中度过余生的士兵。1913年9月3日，他以第60名（满分100分）进入海军兵学院第44期。1916年11月22日，他在95名学生中以第34名毕业。他是一名少尉候选人。搭乘训练舰常磐号出海，于1917年3月3日（大正6年）返航。4月5日随训练船队出海远航，8月17日回国。战列舰山城号的船员。12月，晋升少尉。1918年7月2日（大正7年），龟人深爱的养母美津因伤寒去世。黑岛龟人从他的山城号船上冲到医院照顾他，无视禁止探访的规定。11月9日，黑岛龟人成为装甲巡洋舰八云号的舰员。
1919年12月1日，黑岛龟人晋升为中尉，并被任命为海军水雷学校的普通科学学生。1920年5月31日，他成为海军射击学校普通科学专业的学生。1921年12月1日（大正10年），战列巡洋舰金刚号上任班长。1922年12月，他晋升为上尉，并成为海军炮兵学校的一名高中生。1923年12月1日，他毕业并加入了波风号驱逐舰。
1926年12月1日（大正15年），进入海軍大学校（甲种26期），并于1928年12月（昭和3年）毕业，授衔海军中尉、第二遣外艦隊参谋。1929年11月30日，他成为陆奥号战列舰副炮兵长。1930年12月1日，任海军陆战队佐世保支队司令。1931年11月2日，他成为羽黑号重巡洋舰的炮长，后来成功提高了妙高级重巡洋舰主炮精度。1932年11月15日，他成为爱宕号重巡洋舰的总炮长。
1937年3月10日，他加入重巡洋舰足柄号，担任第四舰队参谋长。5月，他参加了英国纪念乔治六世加冕的海军检阅式。回国途中，5月25日至31日，他在纳粹德国基尔军港停留，参观了元首官邸，并荣获德意志之鹰功绩勋章、一级杰出服役十字勋章。7月15日，进入军事指挥部。7月28日，任第九舰队参谋。11月20日，任第二舰队参谋长。
1938年11月15日，晋升大佐。12月20日，担任海大讲师。

### 联合舰队参谋长

#### 南方作战

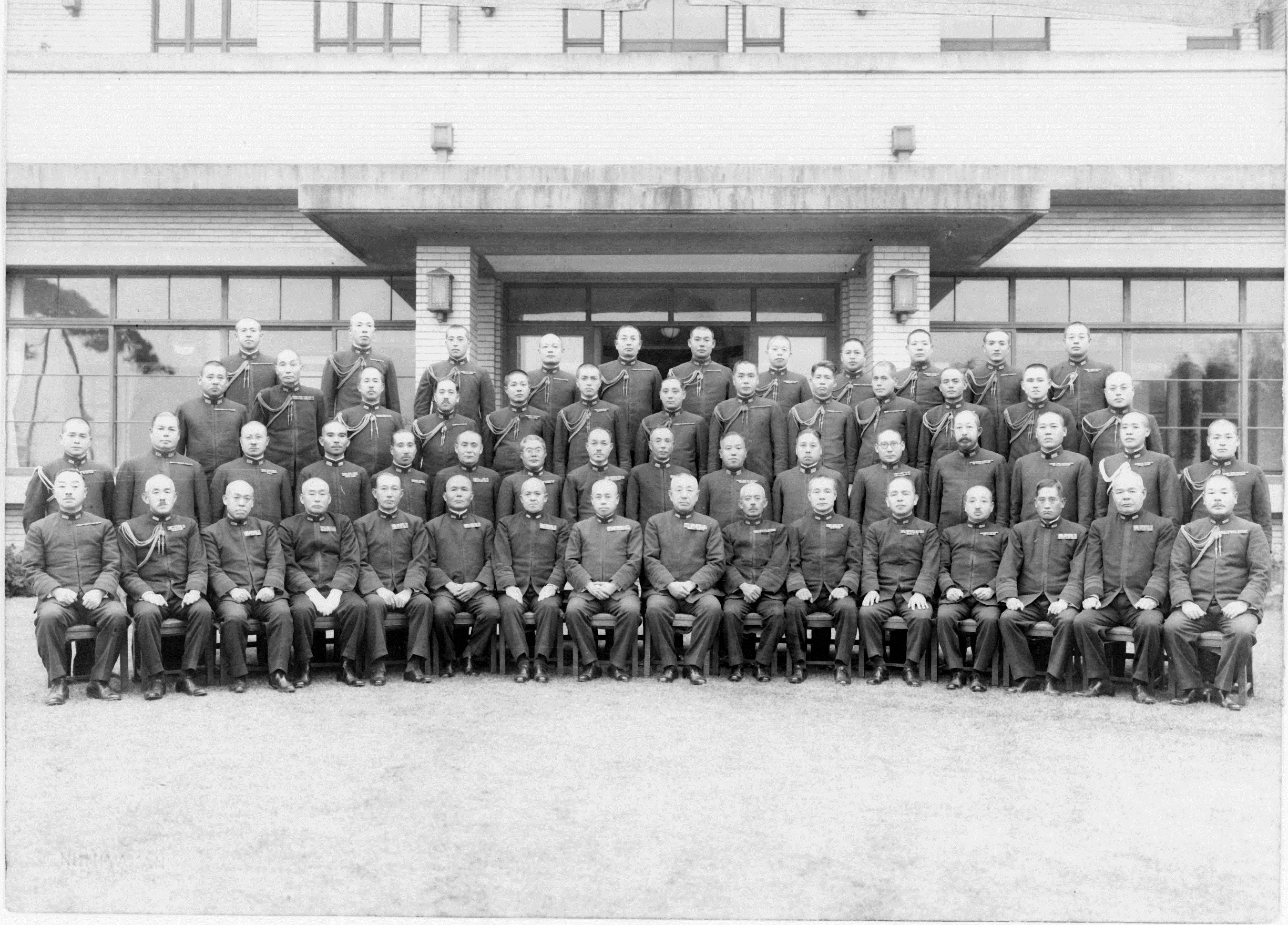
昭和14年（1939年）11月24日聯合艦隊主要幹部合影，黑岛位第四排左二

1939年10月20日（昭和14年），黑岛晋升为联合舰队及第一舰队参谋长（日语称首席参谋），他周围的人称他为「仙人参謀」（日语：仙人参謀），还有人因为他的外貌而将他描述为“甘地”或秋山真之（活跃于日俄战争的古怪参谋）的转世。黑岛是个光头，看起来比实际年龄要老，所以当他和联合舰队司令山本五十六住在一起时，旅馆的女仆以为比山本小9岁的黑岛就是司令官。

聯合艦隊司令長官山本五十六和黑島保持著極好的私交

作为参谋长，黑岛实战经验很少，也没有担任队长的经验，因此受到了一些批评，但山本五十六非常看重黑岛的才华，并从与其他参谋人员不同的角度表达了自己的看法，他很看重黑岛并保留了他、陪伴了四年直到他战死。山本说，“黑岛专注于人们没有想到、没有意识到的事情，并深入研究它们。他有一些非常规的方面。更重要的是，他有一个优点，就是不害怕直接说出来。如果没有他这样的人，世界就会失去，这对我来说并不重要，所以我不会放手。”此外山本与幕僚长宇垣缠保持距离，并在没有通过幕僚长的情况下向黑岛发出指示。
1941年（昭和15年），山本秘密请第11航空队参谋长大西瀧治郎起草珍珠港行动的空袭计划，山本制作了草稿，黑岛等人提交给了日本政府。供进一步考虑。为了制定总体计划，黑岛赤身裸体地躲在旗舰长门号的房间里，不吃饭、不洗澡，专心抽烟。1941年10月19日（昭和16年），黑岛和其他参谋被派往军司令部征得袭击珍珠港的同意。
12月8日，偷袭珍珠港成功。在联合舰队总部，黑岛等参谋建议山本应该命令第一航空舰队进行反复攻击，但山本局长回答说：“南云不会这样做”，“我告诉了部队指挥官（南云），舰队就交给你了。”而参谋长宇垣又也表示反对，他说即使现在下达命令，也是浪费时间和攻击。最终第一航空舰队司令南云忠一没有发动进一步的攻击。
1942年3月，联合舰队作战参谋三和義勇大佐提出将第四舰队改组为航空舰队的计划，但被黑岛拒绝。三和在日记中写道，黑岛是个天才，他想成为他的润滑剂。
4月1日，以黑岛和参谋渡边安次为首的联合舰队司令部，根据山本想要夺取夏威夷的愿望，独立制定了夺取中途岛的战略，为了尽快获得批准，他们将帝国制定的FS作战纳入其中。总部想要它被放在一起。出于连战必胜的傲慢，日程安排以成功为前提，不提前侦查敌军。此外，规划工作是在航空人员缺席的情况下进行的。想要继续进行FS行动的军事指挥作战部对此表示反对，但渡边讨论后同意对FS行动进行一些修改。
在5月6日至8日发生的珊瑚海海战中，井上成美指挥的第5航空战队（主力为翔鹤号和瑞鹤号航空母舰）发挥了主要作用。美国遭受损失开始撤退，但日本舰队也损失了大量飞机和机组人员，并且由于缺乏燃料，取消了追击并向北进发。黑岛等战线后方的联合舰队司令部的其他成员以参谋长的名义向联合舰队参谋长宇垣缠施压，表示“第四舰队已经陷入了失败的心态”

#### 中途岛战役

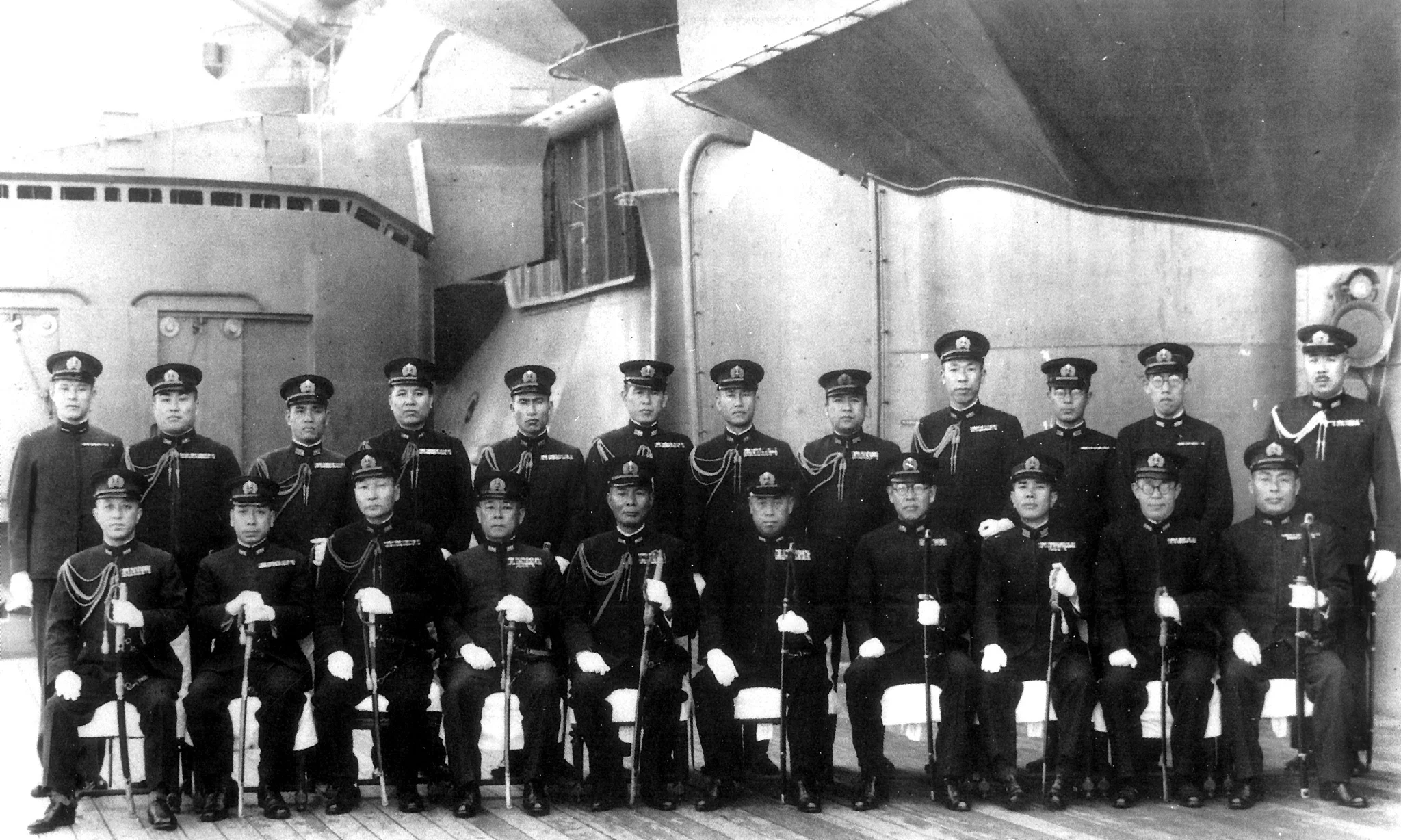
昭和17年（1942年）2月大和艦上聯合艦隊司令部職員記念合影，左三为黑岛龟人

黑岛和他的同僚策划的中途岛行动是一次精心设计和复杂的行动，十多支舰队和护航队在不同时间从不同地点前往中途岛。黑島等将中途岛的登陆日期定为1942年6月7日午夜，即下弦月的午夜。
黑岛和渡边对第一航空舰队司令南云忠一和参谋长草鹿龙之介提出了批评，该部队将攻击中途岛基地以提前获得制空权。因此，他请求山本五十六取代南云，但他的请求没有被接受。他还命令第一航空舰队消灭敌方特遣部队，山本指示南云保留一半攻击力待命。但黑岛认为没有必要写成命令，所以没有添加到命令中。执行团队提出了很多反对意见，抱怨准备工作不及时。在研究会上，黑岛遭到了第一航空舰队航空参谋源田实的反对，他说：“我们应该等到能够集中兵力，集中力量消灭美国舰队。”然而黑岛回答说：“联合舰队司令不希望对政策一旦决定进行任何干涉。特混舰队的主要任务是支援夺取中途岛。”

中途岛战役的侦察行动——K作战

中途岛行动是基于美国特遣部队在珍珠港的存在。为此，联合舰队认为确认珍珠港动向非常重要，并计划部署潜艇巡逻、侦察敌情，以二式飞行艇为手段了解敌情的K作战，但它失败了。收到这份报告的联合舰队没有采取任何行动来阻止计划的失败。黑岛在战后表示：“根据海军常识，本次情况的分散线编排应该是在西边形成总体分散编队，然后向东移动，将潜艇配属到指定部署位置。”敌情……由于计划失误，潜艇的准备工作因缺乏联合舰队的指导而被推迟。另外目前的行动将由联合舰队的主力进行。执行任务时，整个联合舰队应该集中力量进行潜水。”由于K作战的失败，日本彻底失去了敌人的特遣部队，但黑岛表示，“我相信我们的特遣部队是无敌的，可以压倒敌人，因此我没有考虑采取任何特殊措施。”
出击前，第一航空舰队要求他们不放过任何一个机会，向他们通报本应在珍珠港的敌方特遣部队的动向，而联合舰队则应通报他们任何战略变化联合舰队司令部虽然察觉到敌方特遣部队显然已离开珍珠港，但并未通知第一航空舰队。联合舰队并没有关注5月中旬以来敌方通讯的增加，但根据6月3日获得的情报，他们得知我方行动活跃，建议保持警惕。6月4日左右，山本察觉到敌方特遣部队的存在，并询问他的参谋，“我们应该通知南云的舰队吗？”然而，黑岛的参谋必须让一半的攻击部队做好拦截的准备，另一侧也必须做好准备。他们肯定注意到了这些迹象，但由于无线电静默而停止飞行的建议并未传达给第一航空舰队。第一航空舰队不接受这一点，黑岛在战后后悔不已，称这是他的错误。此外，联合舰队继续向其所有部队提供来自东京的对局势的错误判断。因此，第一航空舰队就表现得好像附近没有敌方特遣部队一样，当它意识到自己的攻击力不足以捕获敌人时，它就使用了被指示待命的攻击部队。
中途岛海战中，日军在攻击中途岛时遭到敌特遣部队的攻击，遭受重大惨败，损失了第一航空舰队的四艘主力航空母舰。当第一航空舰队被美军舰载机突然袭击摧毁时，黑岛和联合舰队司令部陷入了恐慌，一直被山本和黑岛忽视的参谋长宇垣诚带来了局势受到控制。当黑岛得知赤城号航母着火但没有沉没时，他担心美军会捕获它并在华盛顿特区展出。最终山本做出了决定，赤城号被随行驱逐舰的鱼雷击沉。第二天中午，渡边制定了炮击中途岛的计划，黑岛同意并提交，但山本拒绝了。
据说战败后，前来报道大和号战列舰的南云舰队成员从船舷上站起来，对黑岛怒目而视，仿佛只要他说一句不敬的话，就要在舰桥上砍他一刀。当黑岛问“立即待命的一半飞机怎么了？”时，他们只是道歉说“对不起”，没有提及联合机队的作战计划或指导。

#### 瓜达尔卡纳尔岛海战

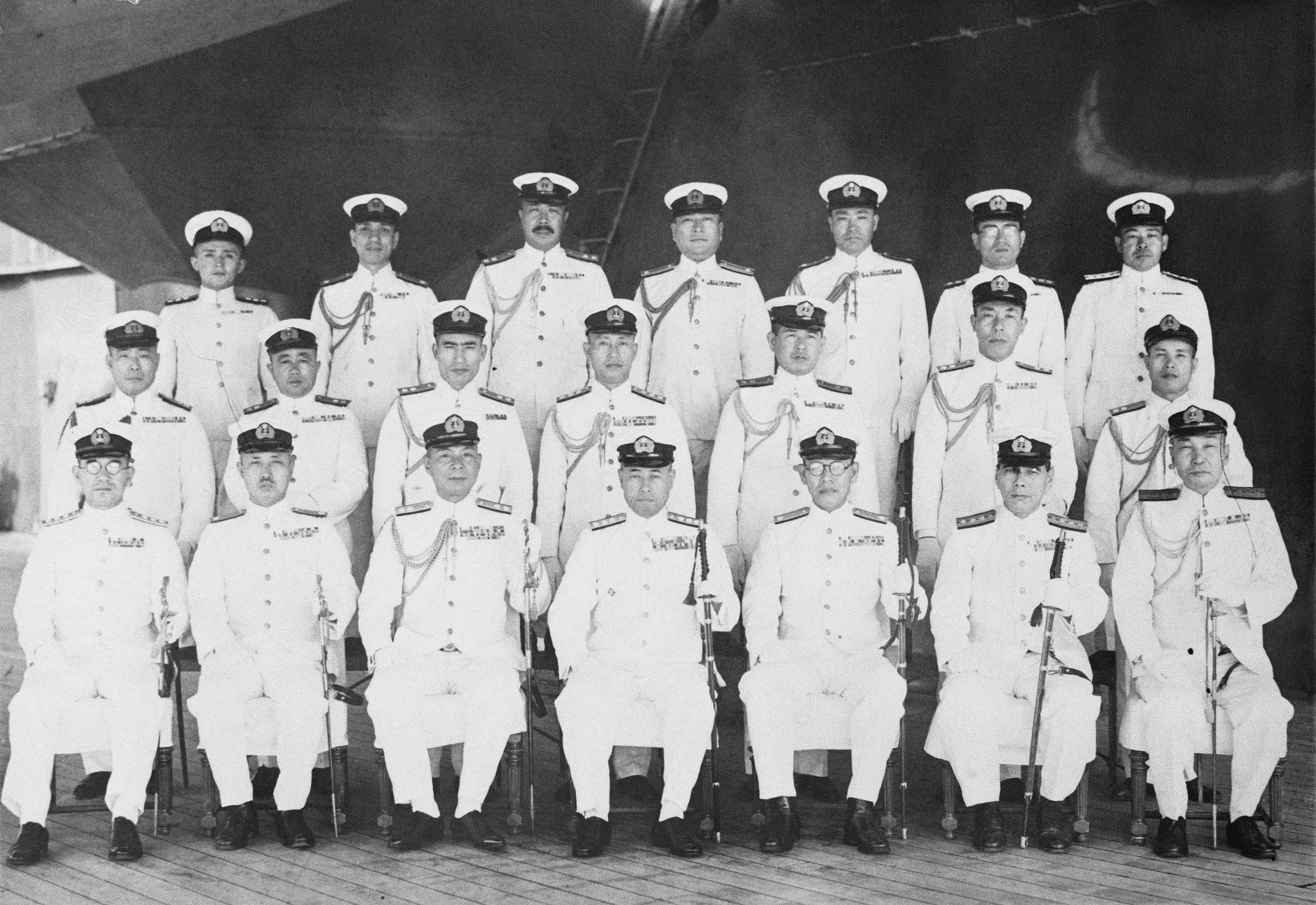
昭和18年（1939年）1月1日連合艦隊司令部職員在旗舰大和号上合影，前排右起：参謀长黑島龜人大佐、艦隊機关長久保田久晴大佐、前艦隊機关長中村馨少将、連合艦隊司令長官山本五十六大将，照片拍摄的4个月后山本和照片后排的5位中级参谋在布干維爾島被美军击落死亡

1942年11月（昭和17年），第三次所罗门群岛海战期间，宇垣担心美国舰队会遭遇前往炮击瓜达尔卡纳尔岛机场的“日本志愿军舰队”（日语：日本軍挺身艦隊），黑岛对此回答说：“夜幕降临时，美军将会逃跑，”他在发起行动时宣称。结果联合舰队与守候的美国舰队发生夜战，比睿号战列舰（第11战队旗舰）舵发生故障。第11战队司令阿部弘毅中将担心比睿被敌军俘获，请求山本允许处置它。宇垣同意山本认为应该凿沉比睿号的观点，但黑岛反驳说：“只要比睿号还漂浮在水面，它就有可能吸收对运输船队的攻击。”
1943年4月上旬，山本前往拉包尔监督执行伊號作戰。当时他请第三舰队司令小泽治三郎推荐人选接替黑岛。有说法是黑岛由于行动不断失败而失去了山本的信任，山本不再听黑岛的话。由于山本是一个喜欢大赢的赌徒，所以山本在看待黑岛时，有一个观点就是他是否是一个运气好的人。
4月，山本座机被击落身亡（海军甲事件）。黑岛正好肚子饿，没有随行。

### 軍令部第二部長
1943年7月19日（昭和17年），被任命为军令部第二部部长。许多人认为黑岛被任命为军令部第二部部长对于海军特攻的通过具有决定性意义。自从担任联合舰队参谋长以来，黑岛就已经向他的同事和军事参谋人员讲述了使用装有炸药的摩托艇（后来被称为神风特攻队武器“震洋”）进行撞击攻击的想法。

### 战后

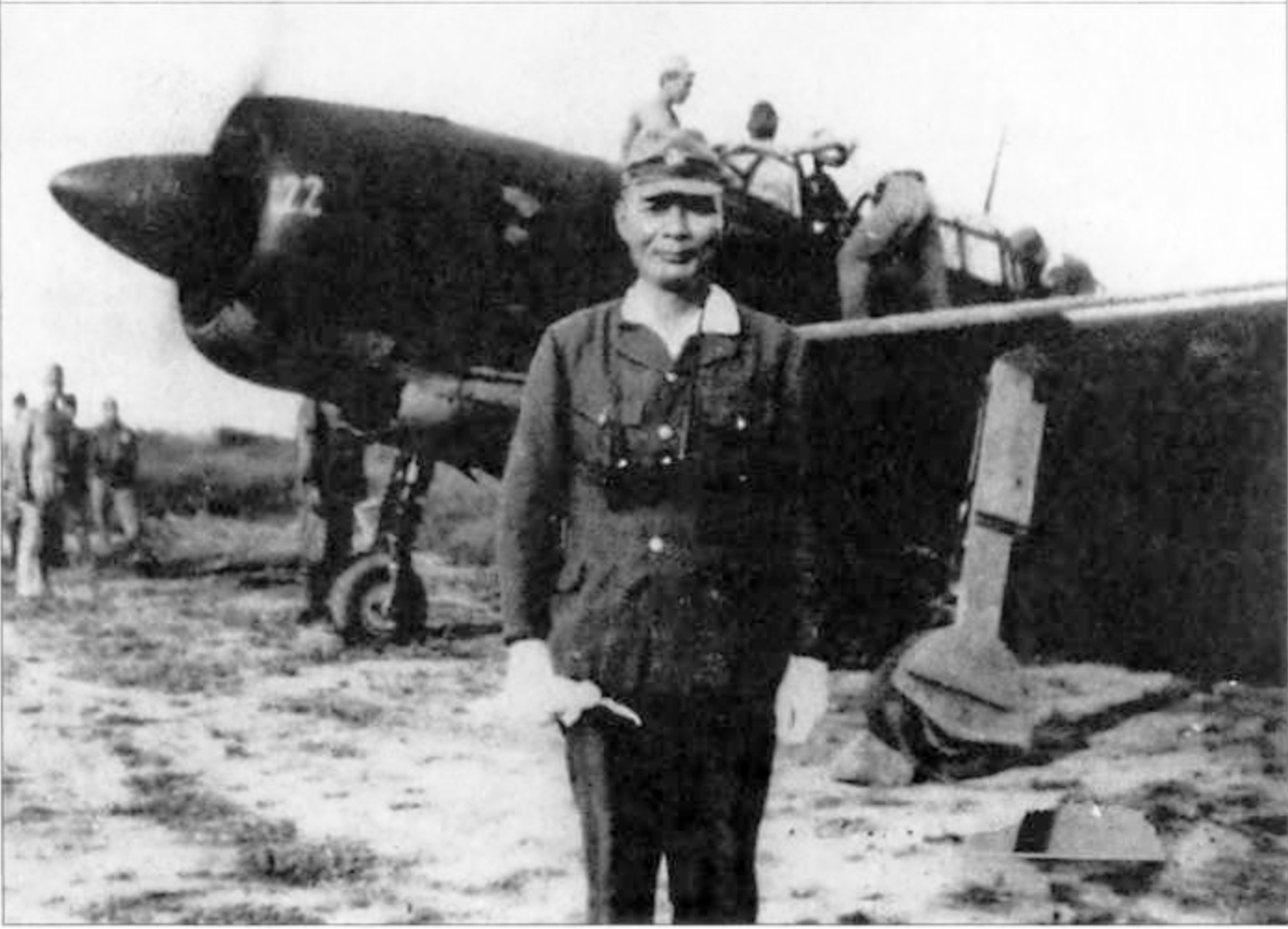
1945年8月15日，日本投降后，宇垣缠带领最后一支特别攻击队進行自殺式襲擊，图为他的最后一次任务。宇垣缠死后其日记遭到了黑岛的大规模删改

战争结束时，黑岛未经许可处置了宇垣缠的日记《战藻纪》的部分。《战藻纪》是宇垣从1941年（昭和16年）到1945年（昭和20年）几乎每天都写的书，是一本深入了解太平洋战争期间联合舰队参与者的思想和内部运作的书。然而他从1942年11月到1943年2月的日记却不见了。黑岛从他的家人那里得到了它，家人想借用它，以便他能够作为证人出庭远东国际军事法庭，并将相关部分留在火车上，但黑岛没有出席审判。他还从联合舰队通讯参谋市来崎秀丸那里拿到了联合舰队电报令的副本，并将其焚毁。有人指出，出于某种自我保护，黑岛焚毁了不利于他的部分。
战后黑岛被驱逐出公职，并成为经营显微镜的白樺商事（日语：白樺商事）的总经理。黑岛听说了山本五十六的遗孀山本礼子的艰难生活，并邀请她担任副总经理。
此后，他住在麴町锅岛侯爵的故居，潜心研究哲学和宗教。1965年（昭和40年）因肺癌去世。他于72岁时去世。他的遗嘱是，“飞机将飞往南部岛屿。”（日语：南の島に飛行機が行く）